# Eero Sjöström
Eero Vilhelm Sjöström, född 1 maj 1924 i Helsingfors, död 15 augusti 2019 i samma stad, var en finländsk kemist. 
Sjöström, som är son till professor Bertil Alfred Sjöström och Toini Julia Haapanen, blev student 1945, filosofie kandidat och filosofie magister 1949 samt filosofie licentiat och filosofie doktor i Helsingfors 1955. Han var forskningsassistent vid Svenska träforskningsinstitutet i Stockholm 1950–1951, Chalmers tekniska högskola i Göteborg 1951–1954, forskningskemist på medicinfabriken Orion Oy 1954–1955, överkemist 1955–1959, avdelningschef på Stora Kopparbergs Bergslags AB:s centrallaboratorium i Falun 1959–1967 och professor i träkemi vid Tekniska högskolan i Otnäs 1967–1991. Han var även docent i analytisk kemi vid Helsingfors universitet 1957–1964 och verksam som industrikonsult från 1967. Han har författat skrifter främst inom organisk analytisk kemi, träkemi och cellulosateknik.